# Шавиниган Катарактс
«Шавиниган Катарактс» (англ. Shawinigan Cataractes, фр. Cataractes de Shawinigan) — канадская молодёжная хоккейная команда из города Шавиниган, Квебек. Выступает в Главной юниорской хоккейной лиге Квебека (QMJHL) на арене «Сентр Жерве Ауто». До 2008 года домашним стадионом была «Арена Жака Планта».
Название команды дано по катарактам — порогам на реке Сен-Морис.

## История
До сезона 1957/58 существовала команда «Шавиниган-Фолс Катарактс» / «Шавиниган Катарактс», игравшая в Хоккейной лиге Квебека.
В 1965 году команда «Викториавилл Брюинз» переехала в Шавиниган и стала называться «Шавиниган Брюинз». В 1969 году клуб стал одним из основателей QMJHL и с тех пор является единственной командой в этой лиге, которая играет в одном и том же городе.
В 1973—1978 годах команда называлась «Шавиниган Дайнамос». В сезоне 1977/1978 клуб установил антирекорд: 3 победы, 65 поражений и 4 ничьи. В игре против «Шербрук Касторс» они пропустили 22 шайбы.
Переименованная в «Шавиниган Катарактс» в 1978 году, команда дважды (1985, 2001) выигрывала трофей Жана Ружо за наибольшее количество очков в регулярном сезоне. В 1985 году «Шавиниган Катарактс» дошли до финала Мемориального кубка. В 2012 году клуб, будучи хозяином, выиграл «Мемориальный кубок». В 2016 году «Катарактс» проиграли в финале Президентского кубка. В 2022 году выиграли Президентский кубок.